# ماهیگیری با تور ایستاده

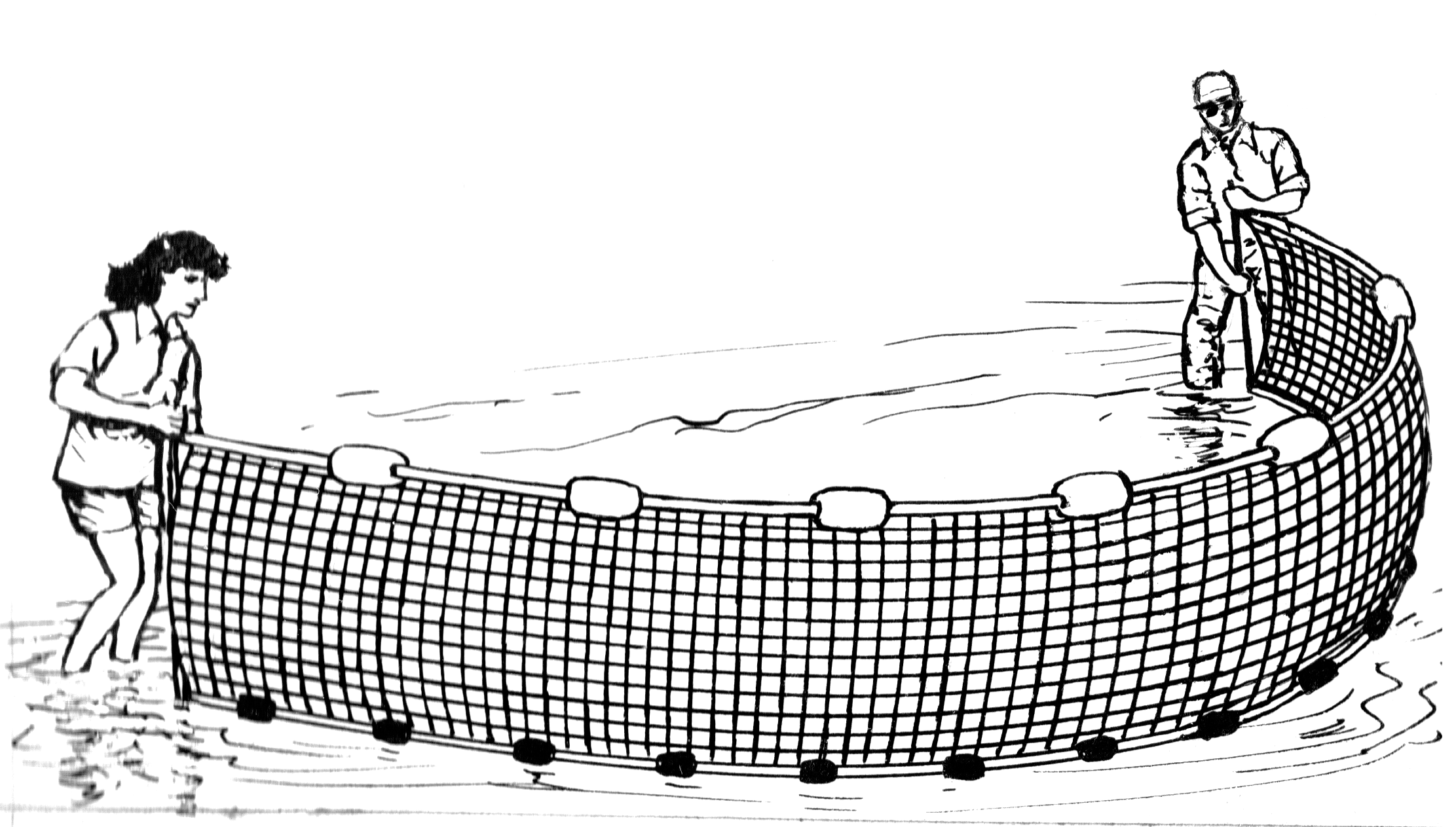
تور ایستاده

ماهیگیری با تور ایستاده عبارت است از گونه ای ماهی‌گیری که در آن تور به صورت عمودی قرار می‌گیرد و پایین آن زیر اثر وزن خودش آویزان می‌شود. این ماهی‌گیری هم در ساحل و هم از یک قایق در وسط دریا انجام می‌شود. دو گونه تور ایستاده وجود دارد: کیسه‌تور یا تور کیسه مانند و تور دانمارکی.
در آثار به جای مانده از هنر مصر باستان از ۳۰۰۰ سال پیش از میلاد مسیح می‌توان مدارک مربوط به ماهیگیری با تور را پیدا کرد. در نوشته‌های به جای مانده از یونان باستان نیز، اووید در بسیاری موارد به ماهیگیری با تور ایستاده اشاره می‌کند.
کاربرد کیسه‌تور در بسیاری کشورها پذیرفته شده‌است اما در برخی مانند سریلانکا اجازه ندارند تا ۷ کیلومتری ساحل از این روش ماهیگیری استفاده کنند. و برای استفاده در آب‌های عمیق باید مجوز بگیرند. کیسه‌تور می‌تواند اثر منفی بر جمعیت ماهی‌ها بگذارد چون هنگامی که تور انداخته می‌شود بسیاری گونه‌ها که مورد هدف نیستند نیز به دام می‌افتند و این مسئله می‌تواند بر جمعیت دیگر گونه‌ها اثر منفی بگذارد.